# Landtagswahl in Liechtenstein 2025
- FL: 2
- VU: 10
- FBP: 7
- DpL: 6

- Regierung: 17
- Opposition: 8

Die Landtagswahl in Liechtenstein 2025 fand am 9. Februar 2025 statt. Gewählt wurden die 25 Abgeordneten für den Landtag, das Einkammerparlament des Fürstentums.
Regierungschef Daniel Risch stellte sich nicht zur Wiederwahl. Bereits im Oktober 2023 hatte Landtagspräsident Albert Frick bekanntgegeben, dass er ebenfalls nicht mehr antreten werde.

## Wahlsystem
Die 25 Landtagsabgeordneten werden in offener Listenwahl im Verhältniswahlrecht ermittelt. Die beiden Wahlkreise sind das Oberland mit 15 und das Unterland mit 10 Sitzen. Die Sperrklausel liegt bei 8 % landesweit.

## Wahlergebnis
Die folgende Tabelle gibt die Verteilung der Stimmen auf die Parteien wieder. In den Wahlkreisen Oberland und Unterland waren 15 bzw. 10 Sitze zu besetzen, daher hatten die Wähler im Oberland 15 Stimmen und die Wähler im Unterland 10 Stimmen zu vergeben.

### Landesweites Ergebnis
| Partei | Partei                              | Stimmen | Stimmen | Stimmen | Sitze  | Sitze |
| Partei | Partei                              | Anzahl  | %       | +/−     | Anzahl | +/−   |
| ------ | ----------------------------------- | ------- | ------- | ------- | ------ | ----- |
|        | Vaterländische Union (VU)           | 79'478  | 38,3    | +2,4    | 10     | 0     |
|        | Fortschrittliche Bürgerpartei (FBP) | 56'983  | 27,5    | −8,4    | 7      | −3    |
|        | Demokraten Pro Liechtenstein (DpL)  | 48'370  | 23,3    | +12,2   | 6      | +4    |
|        | Freie Liste (FL)                    | 22'549  | 10,9    | −2,0    | 2      | −1    |
| Summe  | Summe                               | 207'380 | 100,0   |         | 25     |       |

Die Wahlbeteiligung lag bei 76,3 %.

### Ergebnis nach Gemeinden
| Gebiet       | Beteiligung | VU   | VU      | FBP  | FBP     | DpL  | DpL     | FL   | FL      |
| Gebiet       | Beteiligung | in % | Stimmen | in % | Stimmen | in % | Stimmen | in % | Stimmen |
| ------------ | ----------- | ---- | ------- | ---- | ------- | ---- | ------- | ---- | ------- |
| Vaduz        | 73,3 %      | 37,1 | 11'483  | 30,7 | 9'513   | 20,2 | 6'254   | 12,1 | 3'740   |
| Balzers      | 76,7 %      | 46,1 | 13'780  | 19,2 | 5'751   | 22,6 | 6'764   | 12,1 | 3'615   |
| Planken      | 90,6 %      | 33,2 | 1'172   | 43,9 | 1'547   | 14,2 | 501     | 8,7  | 305     |
| Schaan       | 76,5 %      | 35,8 | 12'831  | 29,0 | 10'403  | 21,3 | 7'626   | 14,0 | 5'005   |
| Triesen      | 73,4 %      | 35,2 | 10'464  | 22,5 | 6'673   | 32,5 | 9'641   | 9,8  | 2'922   |
| Triesenberg  | 79,4 %      | 45,6 | 8'995   | 22,7 | 4'465   | 24,9 | 4'909   | 6,8  | 1'341   |
|              |             |      |         |      |         |      |         |      |         |
| Oberland     | 75,9 %      | 39,2 | 58'725  | 25,6 | 38'352  | 23,8 | 35'695  | 11,3 | 16'928  |
|              |             |      |         |      |         |      |         |      |         |
| Eschen       | 73,9 %      | 34,6 | 6'014   | 31,9 | 5'540   | 24,6 | 4'268   | 9,0  | 1'558   |
| Gamprin      | 78,2 %      | 34,5 | 2'402   | 34,0 | 2'391   | 22,2 | 1'542   | 9,0  | 625     |
| Mauren       | 75,1 %      | 35,6 | 5'887   | 34,0 | 5'618   | 20,3 | 3'353   | 10,1 | 1'672   |
| Ruggell      | 82,3 %      | 39,5 | 4'500   | 29,8 | 3'395   | 21,6 | 2'458   | 9,2  | 1'047   |
| Schellenberg | 84,2 %      | 36,0 | 1'950   | 31,2 | 1'687   | 19,5 | 1'054   | 13,3 | 719     |
|              |             |      |         |      |         |      |         |      |         |
| Unterland    | 77,2 %      | 36,0 | 20'753  | 32,3 | 18'631  | 22,0 | 12'675  | 9,7  | 5'621   |
|              |             |      |         |      |         |      |         |      |         |
| FÜRSTENTUM   | 76,3 %      | 38,3 | 79'478  | 27,5 | 56'983  | 23,3 | 48'370  | 10,9 | 22'549  |

| Gebiet     | VU      | FBP     | DpL     | FL      |
| Gebiet     | Mandate | Mandate | Mandate | Mandate |
| ---------- | ------- | ------- | ------- | ------- |
| Oberland   | 6       | 4       | 4       | 1       |
| Unterland  | 4       | 3       | 2       | 1       |
| FÜRSTENTUM | 10      | 7       | 6       | 2       |

## Umfragen
Im Folgenden sind sämtliche bekannten Umfragewerte sowie die zugehörigen Befragungsdaten aufgeführt:
| Veröffentlichung                 | Institut/Auftraggeber            | Befragte                         | Zeitraum                         | VU      | FBP     | DpL     | FL     | DU     | MiM     |
| -------------------------------- | -------------------------------- | -------------------------------- | -------------------------------- | ------- | ------- | ------- | ------ | ------ | ------- |
| 3. Juli 2024                     | Vaterland/Demoscope              | 1188                             | Ende Juni 2024                   | 25 %    | 24 %    | 23 %    | 14 %   | k. A.  | k. A.   |
| 13. Juli 2023                    | Vaterland                        | 4638                             | Juli 2023                        | 14,70 % | 16,19 % | 41,46 % | 5,17 % | 0,71 % | 14,75 % |
| zum Vergleich: Landtagswahl 2021 | zum Vergleich: Landtagswahl 2021 | zum Vergleich: Landtagswahl 2021 | zum Vergleich: Landtagswahl 2021 | 35,9 %  | 35,9 %  | 11,1 %  | 12,9 % | 4,2 %  | n. a.   |